# Заметалово-2
Заметалово-2 — опустевшая деревня в Даровском районе Кировской области в составе Лузянского сельского поселения.

## География
Находится на расстоянии примерно 6 км по прямой на запад-северо-запад от центра поселения села   Красное.

## История
Известна с 1859 года как деревня с 5 дворами и 42 жителями, в 1926 году 23 и 112, в 1950 26 и 80. В 1989 году проживало здесь 16 человек .

## Население
Постоянное население  составляло 19 человек (русские 100%) в 2002 году, 0 в 2010.